# Luiz Antônio Lopes Ricci
Luiz Antônio Lopes Ricci (ur. 16 maja 1966 w Bauru) – brazylijski duchowny katolicki, biskup Nova Friburgo w latach 2020–2025, biskup Itapetininga od 2025.

## Życiorys
Święcenia kapłańskie przyjął 10 lipca 1997 i został inkardynowany do diecezji Bauru. Był m.in. wicerektorem i rektorem seminarium prowincjalnego w Marílii, koordynatorem duszpasterstwa w diecezji, wikariuszem generalnym oraz proboszczem parafii św. Krzysztofa w Bauru.
10 maja 2017 papież Franciszek mianował go biskupem pomocniczym archidiecezji Niterói oraz biskupem tytularnym Tyndaris. Sakry udzielił mu 16 lipca 2017 biskup Caetano Ferrari.
6 maja 2020 został mianowany biskupem ordynariuszem Nova Friburgo.
22 lutego 2025 papież Franciszek mianował go biskupem diecezji Itapetininga.